# Швеция на «Евровидении-2013»
Швеция принимает участие в Евровидении 2013 в качестве страны-хозяйки конкурса, благодаря победе певицы Лорин на конкурсе в Баку. Представитель Швеции был выбран в рамках национального отбора — Мелодифестивалена 2013, который прошёл со 2 февраля по 9 марта 2013 года.
Как и в 2009—2011 годах, было разрешено появление на сцене максимум восьми человек, каждый из которых должен быть старше шестнадцати лет (однако, в соответствии с правилами Евровидения, на самом конкурсе разрешено появление только шести человек одновременно). Главный исполнитель или исполнители должны исполнять песню вживую, но бэк-вокал может быть записан заранее.

## Формат
Формат проведения Мелодифестивалена 2013 схож с предыдущими годами — четыре полуфинала, Второй шанс и финал. Первый полуфинал прошёл 2 февраля в Карлскруне, второй полуфинал — 9 февраля в Гётеборге, третий полуфинал — 16 февраля в Шеллефтео, четвёртый полуфинал — 25 февраля в Мальмё. Второй шанс прошёл 2 марта в Карлстаде. Финал — 9 марта в Стокгольме. Ведущими Мелодифестивалена 2013 были Джина Дирави и Дэнни Сауседо.

### Календарь
| Дата       | Город      | Место                  | Этап                              |
| ---------- | ---------- | ---------------------- | --------------------------------- |
| 2 февраля  | Карлскруна | Telenor Arena          | Первый полуфинал                  |
| 9 февраля  | Гётеборг   | Scandinavium           | Второй полуфинал                  |
| 16 февраля | Шеллефтео  | Skellefteå Kraft Arena | Третий полуфинал                  |
| 23 февраля | Мальмё     | Malmö Arena            | Четвертый полуфинал               |
| 2 марта    | Карлстад   | Löfbergs Lila Arena    | Второй шанс (швед. Andra chansen) |
| 9 марта    | Стокгольм  | Friends Arena          | Финал                             |

## Полуфиналы
Участников полуфиналов Мелодифестивалена 2013 объявляли в 2 этапа: 19 ноября 2012 года объявили участников первых двух полуфиналов, которые прошли в Карлскруне и Гётеборге соответственно; а через неделю, 26 ноября 2012 года, были объявлены участники третьего и четвёртого полуфиналов.

### Первый полуфинал
Первый полуфинал прошёл 2 февраля 2013 года в городе Карлскруне.
| Место | Исполнитель            | Песня                          | Слова / Музыка                                                      |
| ----- | ---------------------- | ------------------------------ | ------------------------------------------------------------------- |
| 2     | Давид Линдгрен         | «Skyline»                      | Фернандо Фуентес, Хенрик Нурденбакк, Кристиан Фаст                  |
| 3     | Cookies 'N' Beans      | «Burning Flags»                | Фредрик Чемпе                                                       |
| 8     | Джей-Джей Йохансон     | «Paris»                        | Джей-Джей Йохансон                                                  |
| 5     | Mary N’diaye           | «Gosa»                         | Юхан Осъерде, Маттиас Френдо, Mary N’diaye                          |
| 4     | Эрик Гадд              | «Vi kommer aldrig att förlora» | Эрик Гадд, Тумас Стенстрём, Якоб Улофссон                           |
| 1     | Yohio                  | «Heartbreak Hotel»             | Юхан Франссон, Тубиас Лундгрен, Тим Ларссон, Хенрик Йёрансон, Yohio |
| 7     | Анна Ярвинен           | «Porslin»                      | Бьёрн Ульссон, Мартин Элиссон                                       |
| 6     | Микаель Фейнер & Кайса | «We’re Still Kids»             | Микаель Фейнер, Кайса Альрут                                        |

### Второй полуфинал
Второй полуфинал прошёл 9 февраля 2013 года в Гётеборге.
| Место | Исполнитель                                      | Песня                                  | Слова / Музыка                                                 |
| ----- | ------------------------------------------------ | -------------------------------------- | -------------------------------------------------------------- |
| 3     | Anton Ewald                                      | «Begging»                              | Fredrik Kempe, Anton Malmberg Hård af Segerstad                |
| 5     | Felicia Olsson                                   | «Make Me No 1»                         | Henrik Wikström, Ingela Forsman, Amir Aly, Мария Хёукос Миттет |
| 8     | Йоаким Канс                                      | «Annelie»                              | Йоаким Канс                                                    |
| 6     | Pernilla Wahlgren, Hanna Hedlund & Йенни Сильвер | «On Top Of The World»                  | Peter Boström, Thomas G:son                                    |
| 4     | Erik Segerstedt & Tone Damli                     | «Hello Goodbye»                        | Robin Fredriksson, Mattias Larsson, Монс Зелмерлёв             |
| 2     | Louise Hoffsten                                  | «Only The Dead Fish Follow The Stream» | Louise Hoffsten, Sandra Bjurman, Stefan Örn                    |
| 7     | Rikard Wolff                                     | «En förlorad sommar»                   | Tomas Andersson Wij                                            |
| 1     | Sean Banan                                       | «Copacabanana»                         | Ola Lindholm , Sean Banan ,Hans Blomberg , Joakim Larsson      |

### Третий полуфинал
Третий полуфинал прошёл 16 февраля 2013 года в Шеллефтео
| Место | Исполнитель        | Песня                      | Слова / Музыка                                                  |
| ----- | ------------------ | -------------------------- | --------------------------------------------------------------- |
| 6     | Eddie Razaz        | «Alibi»                    | Thomas G:son, Peter Boström                                     |
| 8     | Elin Petersson     | «Island»                   | Elin Petersson                                                  |
| 1     | Ravaillacz         | «En riktig jävla schlager» | Kjell Jangstig, Leif Goldkuhl, Henrik Dorsin                    |
| 7     | Amanda Fondell     | «Dumb»                     | Freja Blomberg, Fredrik Samsson                                 |
| 3     | Мартин Ролински    | «In And Out Of Love»       | Thomas G:son, Andreas Rickstrand                                |
| 4     | Caroline af Ugglas | «Hon har inte»             | Caroline af Ugglas, Heinz Liljedahl                             |
| 2     | State of Drama     | «Falling»                  | Göran Werner, Sebastian Hallifax, Emil Gullhamn, James Hallifax |
| 5     | Janet Leon         | «Heartstrings»             | Fredrik Kempe, Anton Malmberg Hård af Segerstad                 |

### Четвёртый полуфинал
Четвёртый полуфинал прошёл 23 февраля 2013 года в Мальмё
| Место | Исполнитель       | Песня                     | Слова / Музыка                                                        |
| ----- | ----------------- | ------------------------- | --------------------------------------------------------------------- |
| 6     | Army of Lovers    | «Rockin’ The Ride»        | Александр Бард, Henrik Wikström, Per QX, Andreas Öhrn, Жан-Пьер Барда |
| 8     | Lucia Pinera      | «Must Be Love»            | Peter Kvint, Jonas Myrin                                              |
| 3     | Robin Stjernberg  | «You»                     | Robin Stjernberg, Linnea Deb, Joy Deb , Joakim Harestad Haukaas       |
| 7     | Sylvia Vrethammar | «Trivialitet»             | Thomas G:son, Calle Kindbom, Mats Tärnfors                            |
| 2     | Ralf Gyllenhammar | «Bed On Fire»             | Ralf Gyllenhammar, David Wilhelmsson                                  |
| 4     | Behrang Miri      | «Jalla Dansa Salwa»       | Behrang Miri, Anderz Wrethov, Firas Razak Tuma, Tacfarinas Yamoun     |
| 5     | Terese Fredenwall | «Breaking the Silence»    | Terese Fredenwall , Simon Petrén                                      |
| 1     | Ulrik Munther     | «Tell The World I’m Here» | Thomas G:son, Peter Boström, Ulrik Munther                            |

### Второй шанс
Второй шанс прошёл 2 марта 2013 года в Карлстаде
| Место | Исполнитель                  | Песня                          | Слова / Музыка                                                    |
| ----- | ---------------------------- | ------------------------------ | ----------------------------------------------------------------- |
| 2     | Robin Stjernberg             | «You»                          | Robin Stjernberg, Linnea Deb, Joy Deb , Joakim Harestad Haukaas   |
| 8     | Эрик Гадд                    | «Vi kommer aldrig att förlora» | Эрик Гадд, Тумас Стенстрём, Якоб Улофссон                         |
| 6     | Caroline af Ugglas           | «Hon har inte»                 | Caroline af Ugglas, Heinz Liljedahl                               |
| 4     | Behrang Miri                 | «Jalla Dansa Salwa»            | Behrang Miri, Anderz Wrethov, Firas Razak Tuma, Tacfarinas Yamoun |
| 5     | Erik Segerstedt & Tone Damli | «Hello Goodbye»                | Robin Fredriksson, Mattias Larsson, Монс Зелмерлёв                |
| 1     | Anton Ewald                  | «Begging»                      | Fredrik Kempe, Anton Malmberg Hård af Segerstad                   |
| 7     | Cookies 'N' Beans            | «Burning Flags»                | Фредрик Чемпе                                                     |
| 3     | Мартин Ролински              | «In And Out Of Love»           | Thomas G:son, Andreas Rickstrand                                  |

### Финал
Финал прошёл 9 марта 2013 года в Стокгольме
| Место | Исполнитель       | Песня                                  | Слова / Музыка                                                      |
| ----- | ----------------- | -------------------------------------- | ------------------------------------------------------------------- |
| 3     | Ulrik Munther     | «Tell The World I’m Here»              | Thomas G:son, Peter Boström, Ulrik Munther                          |
| 8     | Давид Линдгрен    | «Skyline»                              | Фернандо Фуентес, Хенрик Нурденбакк, Кристиан Фаст                  |
| 9     | State of Drama    | «Falling»                              | Göran Werner, Sebastian Hallifax, Emil Gullhamn, James Hallifax     |
| 4     | Anton Ewald       | «Begging»                              | Fredrik Kempe, Anton Malmberg Hård af Segerstad                     |
| 5     | Louise Hoffsten   | «Only The Dead Fish Follow The Stream» | Louise Hoffsten, Sandra Bjurman, Stefan Örn                         |
| 7     | Ralf Gyllenhammar | «Bed On Fire»                          | Ralf Gyllenhammar, David Wilhelmsson                                |
| 10    | Ravaillacz        | «En riktig jävla schlager»             | Kjell Jangstig, Leif Goldkuhl, Henrik Dorsin                        |
| 6     | Sean Banan        | «Copacabanana»                         | Ola Lindholm , Sean Banan ,Hans Blomberg , Joakim Larsson           |
| 1     | Robin Stjernberg  | «You»                                  | Robin Stjernberg, Linnea Deb, Joy Deb , Joakim Harestad Haukaas     |
| 2     | Yohio             | «Heartbreak Hotel»                     | Юхан Франссон, Тубиас Лундгрен, Тим Ларссон, Хенрик Йёрансон, Yohio |

## На Евровидение 2013
Швеция выступила в финале конкурса, который состоялся 18 мая 2013 года, как страна-организатор.